# Siegmund Schlossmann
Siegmund Alexander Schlossmann (* 18. November 1844 in Brody, Ukraine; † 2. Juli 1909 in Kiel) war ein deutscher Rechtswissenschaftler, Rechtshistoriker und Hochschullehrer.

## Leben und Wirken
Siegmund Schlossmann studierte Rechtswissenschaft an der Universität Greifswald und promovierte dort 1868 zum Dr. jur. Er trat zunächst in den Justizdienst und arbeitete von 1871 bis 1873 als Gerichtsassessor. 1874 habilitierte er sich an der Universität Breslau und lehrte von 1874 bis 1884 als außerordentlicher Professor an der Universität Bonn. Im Jahre 1884 wurde er als ordentlicher Professor für Römisches Recht an die Christian-Albrechts-Universität zu Kiel berufen. Dort lehrte er bis zu seinem Tode. 1904 wurde Schlossmann zum Geheimen Justizrat ernannt. In seinen zahlreichen Veröffentlichungen beschäftigte sich Schlossmann vor allem mit dem Vertrags- und Schuldrecht
Im Amtsjahr 1896/97 war Schlossmann Rektor der Universität Kiel.

## Veröffentlichungen (Auswahl)
- Zur Lehre von der Causa obligatorischer Verträge. Jungfer, Breslau 1868 (= Dissertation Universität Breslau).
- Zur Lehre vom Zwange. Eine civilistische Abhandlung. Breitkopf und Härtel, Leipzig 1874.
- Der Vertrag. Breitkopf und Härtel, Leipzig 1876 (Nachdruck: Scientia, Aalen 1980, ISBN 3-511-10044-5).
- Der Besitzerwerb durch Dritte nach römischem und heutigem Rechte. Breitkopf und Härtel, Leipzig 1881.
- Zur Lehre von den Stiftungen. Fischer, Jena 1889.
- Bürgerliches Gesetzbuch und akademischer Rechtsunterricht. Schmidt & Klaunig, Kiel 1896 (= Rektoratsrede).
- Die Lehre von der Stellvertretung, insbesondere bei obligatorischen Verträgen. Kritik und wissenschaftliche Grundlegung. Zwei Bände. Deichert, Leipzig 1900/1902 (Nachdruck: Scientia, Aalen 1970).
- Der Irrtum über wesentliche Eigenschaften der Person und der Sache nach dem Bürgerlichen Gesetzbuch. Zugleich ein Beitrag zur Theorie der Gesetzesauslegung. Fischer, Jena 1903.
- Nexum. Nachträgliches zum altrömischen Schuldrecht. Deichert, Leipzig 1904 (Volltext).
- Altrömisches Schuldrecht und Schuldverfahren. Deichert, Leipzig 1904 (Nachdruck: Scientia, Aalen 1980, ISBN 3-511-00735-6).
- Litis contestio. Studien zum römischen Zivilprozess. Deichert, Leipzig 1905 (Nachdruck: Scientia, Aalen 1972, ISBN 3-511-00734-8).
- Persona und prosopon im Recht und im christlichen Dogma. Lipsius & Tischer, Kiel 1906 (2. Aufl. Wissenschaftliche Buchgesellschaft, Darmstadt 1968).
- Praescriptiones und praescripta verba. Wider die Schriftformel des römischen Formularprozesses. Deichert, Leipzig 1907 (Volltext).
- Willenserklärung und Rechtsgeschäft. Kritisches und Dogmengeschichtliches. Lipsius & Tischer, Kiel 1907.